# Нерации
Нерациите (на латински: Naeratius, Neratius) са фамилия от Древен Рим. Произлизат от Сепинум в Самниум и от Нерация и дават множество консули.
Известни с името Нераций:
- Нераций Цереал, консул 358 г.
- Луций Нераций Приск, юрист, суфектконсул 87 и 97 г.
- Луций Нераций Марцел, консул 95 и 129 г.
- Публий Нераций Марцел, магистрат 104 г.
- Луций Корелий Нераций Панза, консул 122 г.
- Луций Нераций Юний Мацер (* 185), consularis vir in Saepinum; женен за Фулвия (* 192), дъщеря на Гай Фулвий Плавт Хортензиан
- Марк Хирий Фронтон Нераций Панза, управител на провинция Cappadocia et Galatia Pontus по времето на император Тит
- Нераций Юний Флавиан, prefektus urbi 311/312 г., женен за Вулкация, баща на Вулкация (* 307), втората съпруга на Луций Валерий Максим Василий